# Hirsutocythere
Hirsutocythere is een geslacht van kreeftachtigen uit de klasse van de Ostracoda (mosselkreeftjes).

## Soorten
- Hirsutocythere akatsukiborensis Yajima, 1993 †
- Hirsutocythere furcata Ruan in Zeng, Ruan, Xu, Sun & Su, 1988
- Hirsutocythere hanaii Ishizaki, 1981
- Hirsutocythere hornotina Howe, 1951 †
- Hirsutocythere megomma Sohn, 1970 †
- Hirsutocythere nozokiensis (Ishizaki, 1963) Hanai et al., 1977 †
- Hirsutocythere puncticulosa Hao (Yi-Chun) in Ruan & Hao (Yi-Chun), 1988
- Hirsutocythere spinosa Puri, 1957 †
- Hirsutocythere yingehaiensis (Gou, 1981)